# Левино (Волжское сельское поселение)
В том числе в том же сельском округе есть деревни Левино-Волжское и Левино-Лесное, которые иногда называют просто Левино.
Ле́вино — деревня в Михайловском сельском округе Волжского сельского поселения Рыбинского района Ярославской области .
Деревня расположена с восточной стороны автомобильной дороги, идущей от центра сельского округа Михайловского на Александрову Пустынь, между деревнями Подсосенье (около 2 км в сторону Михайловского) и Семенники (около 1 км в сторону Александровой Пустыни). Деревня стоит на левом берегу реки Иоды, протекающей к северо-востоку от деревни. Река делает к северу от Левино поворот, меняя направление течения с юго-западного на севевро-западное, а дорога уходит по прямоц в сторону от Иоды. Деревня окружена заболоченными лесами, населённые пункты располагаются только по указанной дороге и берегам Иоды .
Деревня Левино указана на плане Генерального межевания Рыбинского уезда 1792 года,
На 1 января 2007 года в деревне числилось 5 постоянных жителей . Почтовое отделение, находящееся в деревне Семенники, обслуживает в Левино 11 домов .